# ハワード・スターン

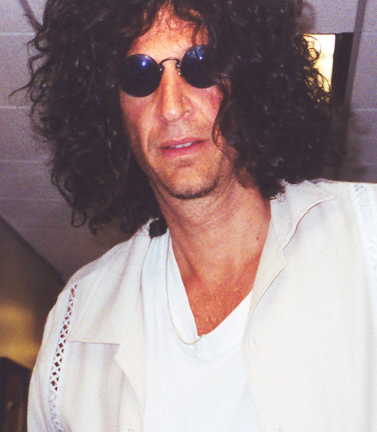
ハワード・スターン

ハワード・スターン（Howard Stern、1954年1月12日 - ）はアメリカ合衆国のラジオパーソナリティ・コメディアン・脚本家。ニューヨーク出身。身長196cm。
毎週月曜日から水曜日にHoward100とSIRIUS衛星ラジオで放送中のハワード・スターン・ショーという超人気ラジオ番組のパーソナリティである。ラジオパーソナリティとしては異例の著名人で、テレビ出演も多い。聴取率を上げるため下品で過激な発言や、性的に卑猥な内容や人種差別をネタとしたジョークをしばしば言うため、彼の放送は炎上騒動や物議を醸すことが多い。近年では、離婚した心理的な痛手を機に心理セラピーを受けたこともあって内省的になり、ゲストに一定の配慮をするなど対応が変化した。ハワード・スターン・プランク・コールでも有名である。
彼自身を演じた主演映画『プライベート・パーツ』がある。

## 略歴
1954年1月12日にニューヨークのユダヤ系アメリカ人の家庭に生まれる。父親はマンハッタンRecording Studioのオーナーであり、母親は専業主婦。ボストン大学を卒業。在学中のGPAは3.8であり非常に高かった。